# Марко-и-Каталан, Хуан Франсиско
Хуан Франсиско Марко-и-Каталан (исп. Juan Francisco Marco y Catalán; 24 октября 1771, Бельо, королевство Испания — 16 марта 1841, Рим, Папская область) — испанский куриальный кардинал. Губернатор Рима и Вице-камерленго Святой Римской Церкви с 3 октября 1826 по 15 декабря 1828. Камерленго Священной Коллегии кардиналов с 28 февраля 1831 по 24 февраля 1832. Кардинал-дьякон с 15 декабря 1828, с титулярной диаконией Сант-Агата-алла-Субурра с 21 мая 1829 года.